# Saxetophilus gansuensis
Saxetophilus gansuensis är en insektsart som beskrevs av Wang, Yanfeng, Z. Zheng och Yong Shan Lian 2006. Saxetophilus gansuensis ingår i släktet Saxetophilus och familjen gräshoppor. Inga underarter finns listade i Catalogue of Life.